# Georg Ludwig Friedrich von Wüllen
Georg Ludwig Friedrich von Wüllen oder Georg Ludewig Friederich von Wullen sowie zahlreiche Namensvarianten (geboren 22. November 1720 in Lauenau; gestorben 19. April 1774 in Blumenau bei Wunstorf) war ein deutscher Jurist und Kurfürstlich Braunschweig-Lüneburgischer Amtmann.

## Leben
Von Wüllen wurde zur Zeit der Personalunion zwischen Großbritannien und Hannover als Sohn des aus Offelten stammenden und im Amt Lauenau tätigen Amtsmannes Georg Bernhard von Wüllen (1669–1746) und der aus Celle gebürtigen Louisa Clara Ebell (1693–1760) geboren.
Im Alter von 16 Jahren immatrikulierte er sich am 16. September 1737 für das Fach Theologie an der Georg-August-Universität in Göttingen, wo er von 1738 bis 1739 studierte.

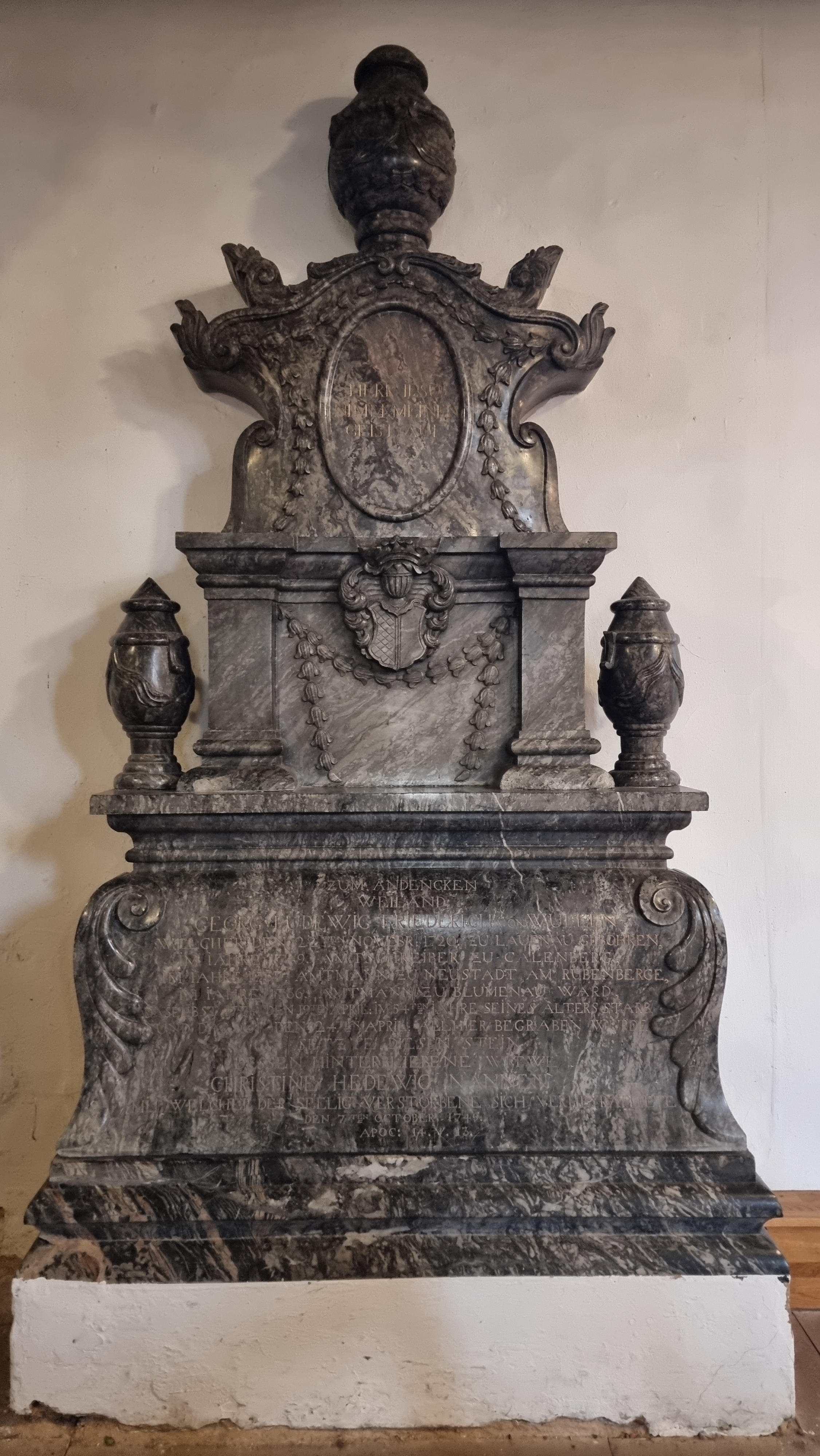
Unvollständiger Marmor-Epitaph für den Amtmann in der Stadtkirche in Wunstorf

1749 trat von Wüllen die Stelle des Amtsschreibers im Amt Calenberg an und heiratete am 7. Oktober desselben Jahres die in Herzberg am Harz geborene Hedwig Christine Nanne beziehungsweise Christine Hedewig Nannen, Tochter des als Oberamtmann im Herzberger Amt tätigen Just Heinrich Nannen beziehungsweise Justus Heinrich Nanne (1690–1774) und der Catharina Rosine von Hattorf.
Nach der Übersiedelung 1756 oder 1757 nach Neustadt am Rübenberge als Amtmann an den dortigen Amtssitz wechselte von Wüllen mit seiner Ehefrau zuletzt 1766 an das Amt Blumenau, wo er 1774 starb; wenige Jahre, bevor dort auch seine Witwe am 31. Oktober 1798 verstarb.

## Wandmal in der Wunstorfer Stadtkirche
In der Stadtkirche St. Bartholomäi in Wunstorf findet sich ein Epitaph für den kurhannoverschen Amtmann. Der Denkmalpfleger Arnold Nöldeke beschrieb das heute 2,55 Meter hohe Wandmal als Kulturdenkmal aus grauem Marmor mit weißer Aderung. Dem nur noch aus drei Teilen bestehenden, gegen Ende des 18. Jahrhunderts von nun wohl unbekannter Hand ohne Künstlersignatur geschaffenen Werk fehlt „unter dem bekrönenden Teile [...] ein Architekturglied.“